# Epidendrum pitanga
Epidendrum pitanga är en orkidéart som beskrevs av Marcos Antonio Campacci. Epidendrum pitanga ingår i släktet Epidendrum och familjen orkidéer. Inga underarter finns listade i Catalogue of Life.